# Палфри, Томас
Томас Палфри (англ. Thomas R. Palfrey) — американский экономист.
Бакалавр (1975) и магистр (1976) Мичиганского университета; доктор философии (1981) Калифорнийского технологического института. Работал в университете Карнеги — Меллона (1980-86; профессор с 1985) и Калифорнийском технологическом институте (с 1986). Президент Ассоциации экономической науки (1995—1997).

## Основные научные труды в области экономики
- «Институциональный социальный выбор в репрезентативных системах» (Institutional Social Choice in Representative Systems, 1986);
- «Лабораторные эксперименты в политической экономии» (Laboratory Experiments in Political Economy, 2006).